# Spenceria
Spenceria es un género con dos especies de plantas perteneciente a la familia de las rosáceas.

## Taxonomía
Spenceria fue descrita por Henry Trimen y publicado en Journal of Botany, British and Foreign 17: 97, en el año 1879.

## Especies
- Spenceria parviflora
- Spenceria ramalana